# Mihara
Pour les articles homonymes, voir Mihara (homonymie).
Mihara (三原市, Mihara-shi) est une ville du Japon, située sur l'île de Honshū, dans la préfecture d'Hiroshima.

## Géographie

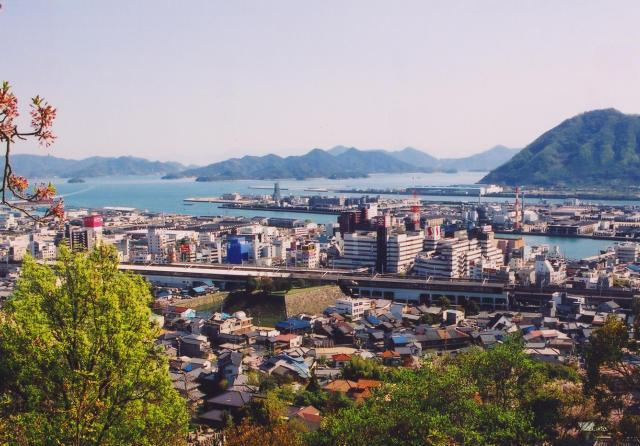
Panorama de Mihara.

### Situation
Mihara est située au centre de la préfecture d'Hiroshima. Elle est bordée par la mer intérieure de Seto au sud.

### Démographie
En août 2018, la population de la ville de Mihara était de 94 730 habitants, répartis sur une superficie de 471,55 km2.

### Climat
Mihara a un climat subtropical humide caractérisé par des hivers frais à doux et des étés chauds et humides. La température moyenne annuelle est de 14,2 °C. La pluviométrie annuelle moyenne est de 1 374,6 mm, juillet étant le mois le plus humide. Les températures sont les plus élevées en moyenne en août, à environ 25,9 °C, et les plus basses en janvier, à environ 2,9 °C.

## Histoire
La ville moderne a été officiellement fondée le 15 novembre 1936.
Le 22 mars 2005, les bourgs de Daiwa, Kui et Hongō sont intégrés à Mihara.

## Transport
La gare de Mihara est la principale gare de la ville. Elle est notamment desservie par la ligne Shinkansen Sanyō.
L'aéroport de Hiroshima est situé sur le territoire de Mihara.
La ville possède un port.

## Culture locale et patrimoine

### Patrimoine culturel
- Château de Mihara
- Buttsū-ji

## Personnalités liées à la commune
- Keiko Tanaka-Ikeda (1933-2023), gymnaste
- Yoshihisa Ishida (né en 1944), athlète
- Masanari Shintaku (né en 1957), athlète